# Heinäsaari (ö i Södra Karelen, Imatra)
Heinäsaari är en ö i Finland. Den ligger i sjön Lahdenpohja och i kommunen Parikkala i den ekonomiska regionen  Imatra ekonomiska region  och landskapet Södra Karelen, i den sydöstra delen av landet, 300 km nordost om huvudstaden Helsingfors. Öns area är 1,2 hektar och dess största längd är 170 meter i sydöst-nordvästlig riktning.